# Лама, Джулия
Джулия Лама (итал. Giulia Elisabetta Lama; 1 октября 1681 — 7 октября 1747) — итальянская художница, работавшая в Венеции.

## Биография
Джулия Лама родилась в 1681 году в приходе Санта-Мария-Формоза в Венеции. Первоначально её обучал её отец, художник Агостино Лама. Затем она училась вместе с другом детства Джованни Баттиста Пьяццетта, выдающимся художником в стиле рококо. В результате совместного обучения есть схожесть в их стилях, например, контрастах света и тени. Пьяццетта нарисовал портрет Джулии Лама в 1715–20 годах.
Всю жизнь прожила в Венеции, где и умерла. Документальные источники о том, были ли у нее семья и дети, отсутствуют. 

## Творчество
Лама занималась исторической и религиозной живописью. Она была одной из первых художниц, изучавших рисование обнажённых мужчин и женщин с натуры, что подтверждают около двух сотен рисунков. Это уникально для данной эпохи, когда у женщин не было возможности рисовать ню с натуры. 

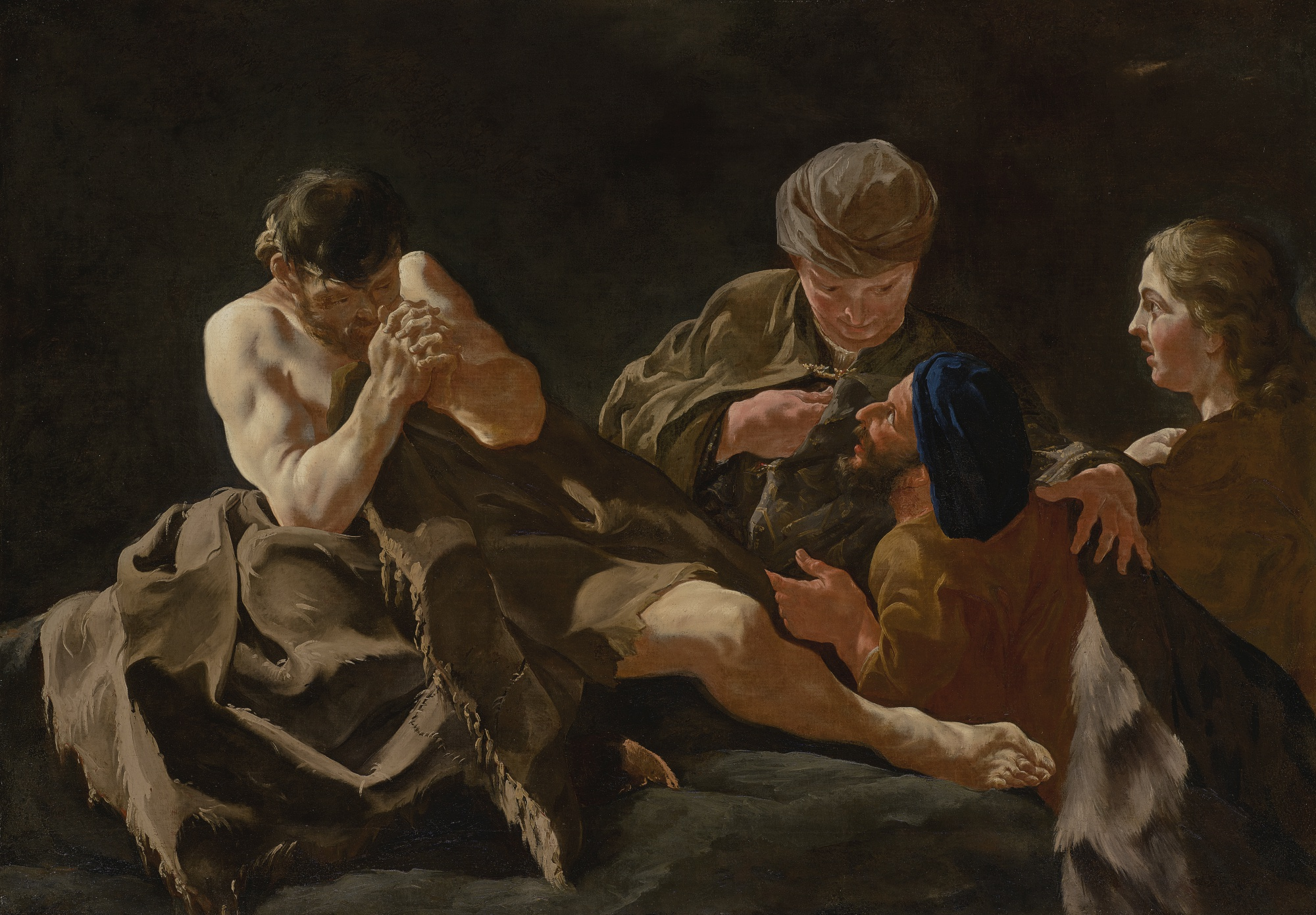
Елифаз, Бильдад и Зуфар утешают Иова

Творчество Лама демонстрирует профессионализм и разноплановость: её кисти принадлежат как чувствительные портреты, например, «Молодой человек в тюрбане», так и крупные полотна и алтарная живопись. Внимание исследователей к её творчеству было привлечено именно несколькими алтарями. Часть её работ приписывалась коллегам-мужчинам, однако после более тщательного изучения они были переатрибутированы. 
Работы Лама отличаются тёмным напряженным стилем, контрастирующим с мягкими цветами, характерными для позднего барокко.

Юдифь и Олоферн (1740, частная коллекция)